# Obșcina
Obșcina (în limba rusă: община) era denumirea dată în Imperiul Rus comunităților sătești (obștile sătești) pentru a le deosebi de țăranii care exploatau ferme independente și care locuiau în hutoare. Termenul derivă din cuvântul rusesc общий "obșci" ("comun"). Această instituție a fost desființată de reformele agrare ale lui Stolîpin (1906-1914), de revoluția bolșevică și de colectivizarea agriculturii. 
Chiar și după emanciparea iobagilor din 1861, țăranul era în continuare legat de obștea sătească, condusă la nivel local de (mir) de adunarea sătească (shod). Printre obligațiile obștei se aflau controlul și redistribuirea a pământurilor și pădurilor comune, recrutările pentru armata imperială și pedepsirea infractorilor mărunți. Obșcina era de asemenea făcută responsabilă pentru neplata taxelor și impozitelor de către membrii ei, ca și pentru infracțiunile comise de aceștia. Acesta era un tip de împărțire a responsabilității. 
În secolul al XIX-lea, filozofii ruși considerau obșcina drept o caracteristică unică prin care Rusia se deosebea de alte țări. Aleksandr Herzen, părintele socialismului rusesc, saluta această instituție pre-capitalistă ca pe germenul viitoarei societăți socialiste.  Oponentul lui slavofil, Aleksei Homiakov, considera obșcina ca un simbol al unității și cooperării interne a societății ruse și lucra la o sofisticată "filozofie a obșcinei".